# Chiesa di San Pietro (Tula, Italia)
La chiesa di San Pietro è il luogo di culto della frazione Sa Sia nel comune di Tula in provincia di Sassari. Fa parte della parrocchia di Sant'Elena Imperatrice della diocesi di Ozieri e l'edificio che ci è pervenuto risale al XX secolo anche se la storia della comunità religiosa strettamente legata al luogo di culto inizia in epoca precedente.

## Storia
L'antica chiesa di San Pietro venne edificata dai fedeli di Ossuna (anche noto come Ozana) e venne sommersa con la creazione del bacino del lago Coghinas negli anni trenta del XX secolo. Resti dell'antica chiesa e del villaggio sono visibili durante le fasi di svuotamento del bacino.
Si decise quindi la costruzione di un nuovo luogo di culto in sostituzione del precedente, con identica dedicazione. La costruzione risale al 1929. L'erezione del nuovo luogo di culto per sostituire quello sommerso fu voluto da papa Pio XI, assieme ad altre chiese del territorio.
Malgrado la piccola frazione sia abitata da soli 50 abitanti, il 20 giugno di ogni anno, che è la festa patronale di san Pietro, la piccola chiesa e la frazione si popolano di fedeli che dal capoluogo di Tula vengono a celebrare le funzioni liturgiche occupando l'ampio sagrato.

## Descrizione
La chiesa si trova a nord del comune di Tula, nella frazione Sa Sia, appartiene alla regione ecclesiastica della diocesi di Ozieri ed è sussidiaria nella parrocchia di Sant'Elena.